# Srđan Babić
Srđan Babić, em sérvio: Срђан Бабић (Banja Luka, 12 de outubro de 1997), é um futebolista sérvio da Bósnia e Herzegovina que joga pelo Spartak Moscou.
Com nacionalidade sérvia, optou por atuar pela Seleção Sérvia, com a qual foi convocado à Copa do Mundo FIFA de 2022 e à Eurocopa 2024.